# Ceratostema ventricosum
Ceratostema ventricosum är en ljungväxtart som beskrevs av A. C. Smith. Ceratostema ventricosum ingår i släktet Ceratostema och familjen ljungväxter. Inga underarter finns listade i Catalogue of Life.